# Кинкед, Джон
Джон Генри Кинкед (англ. John Henry Kinkead; 10 декабря 1826, Смитфилд, Сомерсет, Пенсильвания, США — 15 августа 1904, Карсон-Сити, Невада, США) — американский политический деятель и предприниматель, член Республиканской партии США. Третий губернатор штата Невада в период с 1879 до 1883 год, первый губернатор округа Аляска в 1884—1885 годах. В период с 1862 по 1864 годы занимал должность казначея Территории Невада, в дальнейшем, с 1864 года, был членом Конституционного собрания Невады.

## Биография
Джон Генри Кинкед родился 10 октября 1826 года в несуществующем ныне городе Смитфилд в округе Сомерсет в Пенсильвании, в семье Кэтрин (в девичестве Буши, англ. Bushey) и Джеймса С. Кинкедов. Проходил обучение в учебных заведениях штата Огайо: посещал начальную школу в Зейнсвилле, получил среднее образование в Ланкастере. В возрасте 18 лет Кинкед трудоустроился клерком в магазине галантереи. В 1849 году переехал в штат Юта, в город Солт-Лейк-Сити, где совместно с И. М. Ливингстоном основал фирму по производству галантерейных товаров «Livingston & Kinkead».
В 1854 году Кинкед переехал в Калифорнию, обосновался в Мэрисвилле и 1 января 1856 года женился на Элизабет Фолс. Брак оказался бездетным, однако впоследствии Кинкеды усыновили мальчика из Аляски по имени Кац из Аляски (умер в возрасте 12 лет). В 1856 году Кинкед предпринял попытку открыть собственный бизнес по продаже галантереи в Нью-Йорке, однако вскоре потерпел неудачу и в конце того же года вернулся в Калифорнию.

### Начало политической карьеры
В начале 1860-х годов, вскоре после открытия залежей серебра в западных районах Территории Юта, Кинкед вместе с семьёй переехал в Карсон-Сити. Там он продолжил заниматься продажей галантерейных товаров, открыв собственный магазин, и в то же время принимал активное участие в формировании Территории Невада. В 1862 году, после выделения Невады из состава Юты, Кинкед был назначен первым казначеем Территории (оставался в должности до 1864 года), а в 1864 году являлся членом Конституционного собрания Невады.
К середине 1867 года Кинкед остался без работы и отправился на Аляску с комиссией, организованной американскими переселенцами на полуостров (англ. «Occupancy» Commission). В период своего участия в составе комиссии он оказался свидетелем продажи Аляски и последующей передачи территории полуострова во владение США. Кроме того, впоследствии Кинкед был назначен президентом Эндрю Джексоном на должность почтмейстера и тем самым стал первым американским чиновником на территории Аляски. В дополнение к своим почтовым обязанностям Кинкед управлял торговым постом и служил неофициальным мэром Ситки.

### Губернатор
В 1871 году Кинкед вернулся в Неваду и поселился в городе Юнионвилл. Там он принимал участие в различных мельничных, горнодобывающих и коммерческих предприятиях в округах Гумбольдт и Ландер. В частности, при содействии политика был основан город Нью-Уошо-Сити в округе Уошо, открыты металлургические заводы на невключённых территориях Плезант-Валли и Остин, а также запущена рекламная кампания железной дороги Вирджинии и Траки.
В 1878 году Джон Кинкед был избран на пост губернатора Невады от Республиканской партии; вступил в полномочия 1 января 1879 года (срок до 1 января 1883 года). В должности губернатора поддерживал инициативы по добыче полезных ископаемых на территории штата, созданию платных дорог и развитию железнодорожного сообщения. По окончании срока полномочий Кинкед отказался выдвигать свою кандидатуру на переизбрание.
4 июля 1884 года по рекомендации сенатора Джона Персиваля Джонса президент США Честер Артур назначил Кинкеда губернатором образованного в мае того же года округа Аляска. Спустя месяц после вступления в должность, в начале октября, Кинкед представил свой единственный губернаторский отчёт. В документе он указал на необходимость создания юридического кодекса округа и налогового агентства, производства специального судна, позволившего бы губернатору оперативно передвигаться по территории Аляски, расширения инициирования и финансирования почтовых услуг округа.
В течение срока полномочий Кинкеда его здоровье неоднократно подвергалось опасности: губернатор получил перелом руки и инсульт. Кроме того, между ним и влиятельным пресвитерианским миссионером и общественным деятелем Шелдоном Джексоном возникли разногласия, связанные с положением шахтёров округа. По инициативе окружного прокурора Джексон был арестован (в соответствии с одной из версией, по сфабрикованным обвинениям). Скандал привлёк общественное внимание, и в результате 7 мая 1885 года Кинкед подал в отставку с поста губернатора.
После отставки бывший губернатор вернулся в Карсон-Сити и возобновил предпринимательскую деятельность. Джон Кинкед скончался 15 августа 1904 года; похоронен на кладбище Лоун-Маунтин (англ. Lone Mountain Cemetery).